# Zettabyte
Um Zettabyte é uma unidade de informação ou memória. Ele corresponde a 1.000.000.000.000.000.000.000 (1021) ou 1180591620717411303424 (270) Bytes, dependendo do contexto. Para não haver confusão, foi criada uma nova nomenclatura para diferenciar valores em base 10 e os em base 2, sendo esta última Zebibyte.

## Correspondências do Zettabyte
Um Zettabyte (designado atualmente de Zebibyte) corresponde a:
- 1 024 EB
- 1 048 576 PB
- 1 073 741 824 TB
- 1 099 511 627 776 GB
- 1 125 899 906 842 624 MB
- 1 152 921 504 606 846 976 kB
- 1 180 591 620 717 411 303 424 (270) Bytes
- 9 444 732 965 739 290 427 392 Bits